# 西田遼二
西田 遼二（にしだ りょうじ、1985年1月8日 - ）は、日本の音楽家。
福島県生まれ。大田区立田園調布中学校、東京都立雪谷高等学校、都内4年制大学を卒業。
アンプラグドデュオ・タオルズのボーカル、ギターを担当、大半の作詞・作曲を手がけていた。コロムビアミュージックエンタテインメントからメジャー・デビューしたが、その後インディーズレーベルであるトイズファクトリーミュージック -おもちゃ工房、その後OFF THE BALLに所属した。2013年よりインペリアルレコードに属し7年ぶりにメジャー・レーベルに復帰。2014年12月末にてタオルズとしての活動を停止。

## 来歴
自己満足で始まった路上ライブ中にもらったチラシをきっかけに、ダメもとで出てみた2003年8月のNHKサマーソングバトルに予選トップの成績で通過し、決勝に進出した。代表曲「君に幸あれ」は2003年10月から2005年3月までの爆笑オンエアバトルとウインターソングバトルと2004年4月から2005年3月までの熱唱オンエアバトルのそれぞれのEDテーマ曲となり、反響があったことを契機にメジャーアーティストとなり、2006年には、「100本ノック'06～キャプテン、ズボンが破れてます～」と題して、路上ライブを含め、100本のライブを行った。2007年から「東京物語～捕まったら即撤収!始末書ツアー～」を行った。2009年2月「アウトレット」発売を記念して「アウトレット直売ツアー2009～何故ならCD屋にはないからです。～」を行った。2009年12月にフルアルバム「アウトレット2」を発売した。精力的に楽曲制作も行い、全国で活動した。
2010年はタオルズ結成10周年記念企画として「全曲ライブ2DAYS」を渋谷PLUGで行い、リリースした全44曲全てを3月4日・5日の二日間で歌いきった。6月27日に結成10年目記念企画第二弾として「タオルズ福岡初ワンマン〜第二の故郷と呼ばせてよ〜」をGate's 7で行った。9月には、大分県を除く「九州ツアー」を行った。タオルズ結成10周年記念企画第三弾「東西ワンマンライブ〜10年経っても成長痛〜」として、11月20日に「福岡編〜若鷹軍団 優勝記念祭〜」を大名ROOMSで、12月1日に「東京編〜田口真一 生誕祭〜」を渋谷O-nestで行い、ともに盛況で終わった。
2011年9月1日から17日まで、「君は正しい」が太陽生命カップ2011 第2回全国中学生ラグビーフットボール大会を応援するテレビCMのテーマソングに使用された。12月15日、「2012猛攻宣言〜田口真一生誕祭と、2011年ラストライブも添えて〜」と題したSHIBUYA BOXXでのワンマンライブが行われた。
2012年4月14日、LiveHouse D'にて「タオルズワンマンライブ大阪」。6月19日、BEAT STATIONにて「リリース前夜タオルズワンマンライブ～フライングゲット!今宵、一足先に～」。8月18日、TAKE OFF 7にてニューシングル発売記念ワンマンライブ「すみません、大変おそくなりました!? 人生最良の罪滅ぼし?」。9月1日から17日まで、前年に続き、「君は正しい」が太陽生命カップ2012　第3回全国中学生ラグビーフットボール大会を応援するテレビCMのテーマソングに使用された。10月3日には、ミニアルバム「cue」リリース記念2マンライブ「類は友をcalling福岡編〜大阪から来てくれるかな!?〜」が福岡Spiral factoryにて行われた。その後も精力的に楽曲制作を行い、渋谷のライブハウスを中心に活動。
2013年より、インペリアルレコードに移籍。7年ぶりにメジャーレーベルに復帰。『water』収録の「棘」が9月2日より東海テレビ『潔子爛漫〜きよこらんまん〜』のEDテーマに使用され、「桑田佳祐のやさしい夜遊び」番組内で「桑田佳祐が選ぶ2013邦楽ベスト20」で14位に選出。2014年5月10日栄ミナミ音楽祭に出演。6月7日と8日に「4年ぶり!全曲ライブ2DAYS@大阪 ～52曲に増えちゃった～」を大阪LIVE HOUSE D'にて行われた。

## 人物
雪谷高等学校野球部の一年先輩に、俳優の佐藤祐基がいる。中学、高校と野球部に所属。
特技は妄想。好きなプロ野球チームは東京ヤクルトスワローズである。
尊敬する歌手はサザンオールスターズの桑田佳祐。ライブのMCでは、ツッコミ役にまわることが多かった。
2000年の高校受験が終わり中学の同級生が音楽ユニットを次々と結成していたとき、お声のかからなかった野球部の肥満児ふたりが結成したのがタオルズだった。